# Прочида
Прочида (італ. Procida, сиц. Procida) — муніципалітет в Італії, у регіоні Кампанія,  метрополійне місто Неаполь.
Прочида розташована на відстані близько 180 км на південний схід від Рима, 20 км на захід від Неаполя.
Населення — 10 494 особи (2014).
Щорічний фестиваль відбувається 29 вересня, 8 травня (apparizione). Покровитель — святий Архангел Михаїл.

## Демографія
Населення за роками:

Станом на 1 січня 2023 року в муніципалітеті офіційно проживало 428 іноземців з 53 країн, серед них 179 громадян країн Євросоюзу та 137 громадян України.